# Squadra uruguaiana di Fed Cup
La squadra uruguaiana di Fed Cup rappresenta l'Uruguay nella Fed Cup, ed è posta sotto l'egida della Asociación Uruguaya de Tenis.
Essa partecipa alla competizione dal 1972, e ad oggi il suo miglior risultato è il raggiungimento del tabellone principale nello stesso 1972 e nel 1976, quando ancora non esisteva il Gruppo Mondiale. Dal cambio di formula del torneo nel 1995 il suo miglior risultato è il gruppo I della zona Americana.

## Organico 2011
Aggiornato ai match del gruppo II (16-21 maggio 2011). Fra parentesi il ranking della giocatrice nei giorni della disputa degli incontri.
- Cecilia Mercier (WTA #)
- Carolina de los Santos (WTA #)
- Virgina Sadi (WTA #)
- Leticia Demichelli (WTA #)

## Ranking ITF
- Il prossimo aggiornamento del ranking è previsto per il mese di febbraio 2012.

| Uruguay nel Ranking ITF (aggiornata al 7 novembre 2011) |                   |        |                            |
| Pos                                                     | Squadra           | Punti  | Gruppo                     |
| 62                                                      | Trinidad e Tobago | 363.25 | Gruppo II - Americhe       |
| 63                                                      | Turchia           | 347.25 | Gruppo II - Europa/Africa  |
| 64                                                      | Singapore         | 322.50 | Gruppo II - Asia/Oceania   |
| 65                                                      | Uruguay           | 296.00 | Gruppo II - Americhe       |
| 66                                                      | Rep. Dominicana   | 290.50 | Gruppo II - Americhe       |
| 67                                                      | Norvegia          | 252.75 | Gruppo III - Europa/Africa |
| 68                                                      | Kirghizistan      | 246.75 | Gruppo II - Asia/Oceania   |